# Majesty of the Seas (mini)
Pour le paquebot, voir Majesty of the Seas.
Le (Mini) Majesty of the Seas est un modèle réduit français construit au 1⁄8 du paquebot de croisière Majesty of the Seas de la compagnie Royal Caribbean. Il a été construit à partir de 1994 par François Zanella, un ancien mineur passionné de navires depuis qu'il a vu le lancement du paquebot France.
François Zanella a mis onze ans pour édifier sa « maquette » en tôle d'acier soudée de 102 tonnes, dans son jardin de Morsbach en Moselle à plus de 500 km de toutes mers. Il s'agit de l'aboutissement d'une passion de longue date pour les paquebots. En effet, dans son enfance, émerveillé par le paquebot France, François Zanella en a construit successivement des maquettes miniatures en carton, en allumettes et en métal.
Les dimensions du (Mini) Majesty Of The Seas sont conçues pour pouvoir passer des écluses et naviguer sur tous les canaux d'Europe.

## Histoire

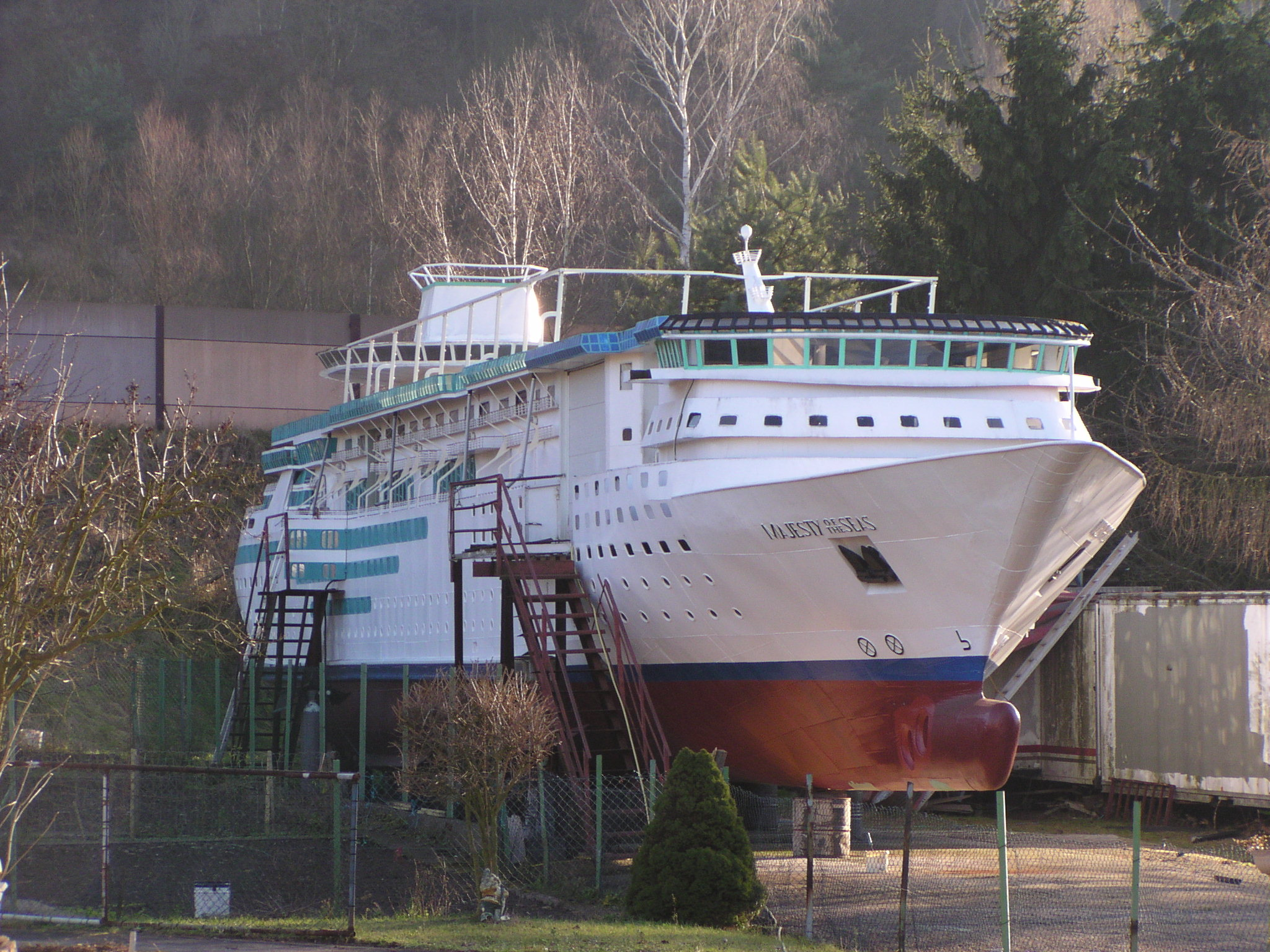
Le mini Majesty of the Seas quelques mois avant sa mise à l’eau.

Le (Mini) Majesty Of The Seas a été construit par François Zanella, un ancien mineur des Houillères du bassin lorrain (HBL) passionné de navires depuis qu'il a vu le lancement du paquebot France le 11 mai 1960. La construction de la réplique a commencé en août 1994 et s'est achevée par la mise à l'eau du (Mini) Majesty Of The Seas en présence de son constructeur et de sa marraine, Maud Fontenoy. Pour construire son navire, François Zanella a été aidé par des ouvriers des Chantiers de l'Atlantique de Saint-Nazaire en main-d’œuvre et conseils, ces derniers ayant construit le Majesty Of The Seas en 1992. Le (Mini) Majesty Of The Seas a été transporté sur une remorque adaptée à son poids et son encombrement tiré par un camion entre Morsbach où il fut construit et Sarreguemines où il fut mis à l'eau le 23 juin 2005.
Le bateau est propulsé par deux moteurs diesel de 100 ch, chacun provenant des mini locomotives qui tiraient les wagons sur voie métrique au fond de la mine où travaillait François.
Maud Fontenoy devient la marraine officielle du Majesty of the Seas
En 2013, le propriétaire du (Mini) Majesty Of The Seas, François Zanella, annonce que, à cause de ses problèmes de santé, le navire est mis en vente pour un million d'euros.
François Zanella, l'emblématique constructeur et capitaine de cette réplique, meurt le 12 mai 2015, avant que son bateau n'ait trouvé (re)preneur,.

### 2017: nouveau projet pour le navire
En 2017, la famille de François Zanella, sa femme et ses deux filles, décident de le conserver et de l’exposer sur un terrain familial, dans la commune de L'Hôpital, où il serait ouvert au public.
Afin de couvrir les frais du projet, qui nécessite de ressortir le bateau du bassin de Sarreguemines avec une grue de huit cents tonnes et de le ramener jusqu’au lieu où il sera exposé, l’Association du Mini Majesty Of The Seas ainsi que la famille Zanella recherchent des sponsors et lancent une campagne de financement participatif sur la plateforme Leetchi.

## Télévision
L'aventure de François Zanella a fait l'objet d'un reportage télévisé, réalisé par Philippe Lespinasse, diffusé dans l'émission Thalassa sur France 3.
Tv Rosselle, la télévision locale de Petite-Rosselle, a également suivi François Zanella depuis la construction du bateau dans son jardin jusqu'à la récente mise en vente du paquebot en passant par sa mise à l'eau.

## Sources
- Le Républicain Lorrain, édition spéciale du 21 juin 2005.
- Le Paquebot du mineur, diffusé dans Portrait Lorrain, TvRosselle, 2005.
- « François ou sa Majesté », diffusé dans le Brise Glace, TvRosselle, 16 juin 2013.